# Божидар Спириев
Божидар Спириев е български хидрогеоложки инженер и статистик, създател на сравнителната таблица за определяне на резултатите, използвана от Международната асоциация на лекоатлетическите федерации. Световно признат експерт в леката атлетика, д-р Спириев е и основател на най-големия сайт за лекоатлетическа информация All-Athletics.com.

## Биография
Божидар Спириев е национален шампион на България на 400 м с препятствия. Участник е и на една Универсиада. През 1961 се жени за унгарската атлетка Ирен Кун и се мести да живее в Унгария. Синът му Атила Спириев е също бивш състезател на 400 м, а по-късно е спортен мениджър, работил с Ивет Лалова.